# Масента
Масента (на френски: Macenta) е град в Южна Гвинея, регион Нзерекоре. Административен център на префектура Масента. Населението на града през 2014 година е 65 889 души. В града се намира летище Масента.